# Celles-sur-Belle
Celles-sur-Belle é uma comuna francesa na região administrativa da Nova Aquitânia, no departamento de Deux-Sèvres. Estende-se por uma área de 37,24 km². Em 2010 a comuna tinha 3 963 habitantes (densidade: 106,4 hab./km²). INSEE]], com uma densidade de 96 hab/km².